# Tordenc de Sharpe
El tordenc de Sharpe (Turdoides sharpei) és un ocell de la família dels leiotríquids (Leiothrichidae).

## Hàbitat i distribució
Habita garrigues i sotabosc al sud d'Uganda, oest de Kenya, i oest i sud-oest de Tanzània.